# دوومه‌کایا (بایبورد)
دوومه‌کایا (به ترکی استانبولی: Dövmekaya) (به کردی: Bergîcî) یک منطقهٔ مسکونی در ترکیه است که در بایبورد واقع شده‌است. دوومه‌کایا ۹۵ نفر جمعیت دارد.